# دونالد فورستر براون
دونالد فورستر براون (بالإنجليزية: Donald Forrester Brown)‏ هو عسكري نيوزيلندي، ولد في 23 فبراير 1890 في دنيدن في نيوزيلندا، وتوفي في 1 أكتوبر 1916 في وارلينكورت إكورت في فرنسا.